# Славская поселковая община
Славская поселковая общи́на (укр. Славська селищна громада) — территориальная община в Стрыйском районе Львовской области Украины.
Административный центр — посёлок Славско.
Население составляет 14 326 человек. Площадь — 436,6 км².

## Населённые пункты
В состав общины входит 1 посёлок (Славско) и 15 сёл:
- Верхняя Рожанка
- Волосянка
- Головецко
- Грабовец
- Кальное
- Лавочное
- Либохора
- Нижняя Рожанка
- Опорец
- Пшонец
- Тернавка
- Тухля
- Хащованя
- Хитар
- Ялынковатое